# دون كينت (عسكري)
دون كينت (بالإنجليزية: Don Kent)‏ هو عسكري أمريكي، ولد في 29 سبتمبر 1917 في دورشستر ‏ في الولايات المتحدة، وتوفي في 2 مارس 2010 في فرانكلين في الولايات المتحدة.